# ساب سون
ساب سون(به انگلیسی: Sub7 یا SubSeven یا Sub7Server) ابزار مدیریت از راه دور است (Rat-که در آن "T" می‌تواند دو معنا در این مورد داشته باشد) توسط Mobman ایجاد شد. ساب سون روی ویندوز 9x و از جمله ویندوز 8.1 کار کرده‌است.

## تاریخچه
این برنامه در اصل توسط mobman ساخته شد. هیچ توسعه جدیدی در مورد این نرم‌افزار بعد از تاریخ ایجاد اولین نسخه(28 فوریه 2010) تاکنون رخ نداده است. SubSeven 2.3، در 9 مارس 2010 منتشر شد، و بر روی سیستم‌های 32 بیتی و 64 بیتی نسخه‌های ویندوز نونما شد و شامل TCP تونل و بازیابی رمز عبور برای مرورگرها، پیام رسان‌های فوری و مشتریان ایمیل بود. 
سورس کد این نرم افزار در آدرس https://github.com/DarkCoderSc/SubSeven موجود  می باشد

## ساختار و ویژگی‌ها
مانند دیگر برنامه‌های مدیریت از راه دور، ساب سون با یک سرور و یک کلاینت توزیع شده‌است. سرور برنامه‌ای است که میزبان باید برای کنترل از راه دور آن را بر روی سیستم خود اجرا کند. کارشناسان امنیتی کامپیوتر استیو گیبسون یک بار گفتند که ساب سون با این ویژگی ها، به یک هکر اجازه می دهد تا بیش از یک کامپیوتر را تقریباً به‌طور کامل کنترل کند. Sub7 دارای امکانات بیشتری نسبت نتباس (ضبط وب کم، چند تغییر مسیر پورت، ویرایشگر رجیستری کاربر پسند، چت و غیره).
با توجه به تجزیه و تحلیل امنیتی، سمت سرور (کامپیوتر هدف) ویژگی‌های ساب سون عبارتند از:
- ضبط:
- فایل‌های صوتی از یک میکروفون متصل به دستگاه
- تصاویر راز یک دوربین ویدئویی متصل
- عکس روی صفحه نمایش از کامپیوتر
- بازیابی یک لیست از کلمات عبور ثبت و ذخیره‌سازی شده
- ویژگی‌های که احتمالاً در نظر گرفته شد که برای شوخی یا اهداف تحریک‌کننده استفاده می‌شود:
- تغییر رنگ دسکتاپ
- باز و بسته کردن درایو نوری
- تعویض دکمه‌های ماوس
- خاموش و روشن کردن مانیتور
- ویژگی‌های تست نفوذ، از جمله پورت اسکنر و یک پورت ریدیرکتور

## استفاده‌ها و حوادث
SubSeven استفاده شده‌است برای به دست آوردن دسترسی غیر مجاز به رایانه ایجاد شده‌است. 
در سال 2003، یک هکر شروع به توزیع یک ایمیل به زبان اسپانیایی از شرکت امنیتی سیمانتک کرد که برای فریب گیرندگان به دانلود  ساب سون مورد استفاده قرار گرفته بود. 

## تشخیص
تقریباً تمام برنامه‌های آنتی ویروس می‌توانند ساب سون را تشخیص دهند مگر اینکه مراحلی برای مخفی کردن آن انجام شده باشد.  